# Belebej
Belebej (in russo Белебей?, in baschiro Bäläbäj) è una città della Russia europea centro-orientale nella Repubblica Autonoma della Baschiria). Sorge nella regione delle alture di Bugul'ma e Belebej, sul fiume Usen', 180 km a sudovest della capitale Ufa. È il capoluogo amministrativo del rajon Belebeevskij.